# Montage (Theater)
Die Theatermontage ist eine zeitgenössische Inszenierungs- und Entwicklungsmethode von Theaterstücken. Sie ist verwandt mit der Theatercollage und der Montage in der Literatur.
Die Montage(griech. mónos- einzeln, allein/kόlla- Leim ) befasst sich intensiv mit einem Thema im Gegensatz zu der Collage, die aus verschiedenen Themengebieten zusammengesetzt werden kann. Die Montage im Theater befasst sich wie die Montage (Literatur) auch mit verschiedenen Sprachebenen, Texten und Erzählweisen. Somit experimentiert die Montage mit der klassischen Inszenierung und Darstellung des Dramas. Seit Mitte der 2000er Jahre findet sich die Montage hauptsächlich in der freien Szene wieder. Gebildet wurde der Begriff von Theaterregisseur und Autor Michael Neupert.

## Merkmale und Arbeitsweisen
Eine Montage durchleuchtet ein Thema, wie Liebe, Hass, Zukunftsangst, Eitelkeit, von allen Seiten in allen Möglichkeiten und versucht sich an den Kernpunkt anzunähern. Sie schafft mit dem Thema, den Texten und dem Ensemble einen atmosphärischen Raum.
Die Montage kann sich aller ästhetischer Kompetenzen (Theater, Gesang, Tanz, Video, Sound) und Genres bedienen und wird Sparten übergreifend entwickelt. Genauso bedient sie verschiedene Theatertheorien von Bertolt Brecht, Konstantin Stanislawski, Sanford Meisner u.v.w. Beliebt ist der Verfremdungseffekt und das Durchbrechen der vierten Wand.
In der Probenzeit wird die Montage vom Regisseur zusammen mit den Darstellern entwickelt. Sowohl der Text, aber auch Choreografien, Szenerien, Musik und performative Inhalte werden geschaffen, erzeugt und produziert und wirken durch die enge Zusammenarbeit sehr autobiografisch, sind jedoch zum größten Teil fiktiv. Somit gibt es auch keinen Streit über Urheberrechte wie bei der Collage, denn eine Montage ist immer eine Eigenproduktion und feiert bei der ersten öffentlichen Sichtung nicht nur Premiere, sondern auch Uraufführung.
Auch typisch für die Montage ist, dass die Schauspieler auf der Bühne ihren echten Namen tragen, um eine größere Assoziations- und Identifikationsebene zu ermöglichen.
Eine Montage hat keine Haupt- und Nebenrollen, alle Darsteller sind gleichberechtigt.
Diese Theaterform muss keinen ersichtlichen Klimax oder roten Faden haben, sondern spielt mit Wendungen, Überraschungen, Tabuthemen und Stilbrüchen um eine unberechenbare Komponente zu schaffen: Das Leben.
Genauso ist die Nutzung des Theaterraums, der Requisiten und des Bühnenbildes unkonventionell, meist minimalistisch und amorphisch. So verwendet zum Beispiel Michael Neupert in den Stücken des EinEuro Ensembles meist wenige Requisiten und bildet über die Masse einer Materialie ein sich ständig wechselndes, veränderndes und bewegendes Bühnenbild. So verwendet er in Bis heute keinen Namen. Vom Suchen, Erleben und Verlieren. 25.000 Spielkarten, in vergessen 2.500 Löffel oder bei Etwas Echtes wäre schön 5.000 Putzschwämme.